# Kamen Rider Ryuki
Kamen Rider Ryuki (仮面ライダー龍騎, Kamen Raidā Ryūki ; Engels : Masked Rider Ryuki) is een Japanse tokusatsuserie, en de 12e van de Kamen Rider series. De serie is een coproductie tussen Ishimori Productions en Toei, en werd uitgezonden van februari 2002 tot januari 2003.
De serie diende als basis voor de Amerikaanse Kamen Rider Dragon Knight. Daarmee was dit de eerste Kamen Rider sinds Kamen Rider Black RX die voor een Amerikaanse serie werd gebruikt.

## Verhaal
De serie draait om de strijd tussen 13 Kamen Riders, en een groep monsters uit de mysterieuze “spiegelwereld”; een dimensie tegenovergesteld aan de echte wereld.
Overal in de stad beginnen mensen te verdwijnen en worden nooit meer teruggezien. Gedurende het onderzoek naar deze verdwijning vindt Shinji Kido, een medewerker van het ORE journal, een van de Advent Card decks, 13 speciale kaarten gemaakt door een man genaamd Shirō Kanzaki. Nauwelijks heeft hij zijn kaart gevonden of hij wordt de spiegelwereld ingezogen. Hier ontdekt hij de waarheid achter de verdwijningen: mensen worden door de monsters uit de spiegelwereld naar de spiegelwereld gehaald als voedsel.
Met behulp van zijn kaartdeck verandert Shinji in de held Kamen Rider Ryuki. Hij belandt in een grote oorlog genaamd de Rider War, waarin 13 Kamen Riders elkaar bevechten. Elke Kamen Rider krijgt zijn kracht van de monsters uit de spiegelwereld, en door elkaars monsters te vernietigen worden de Kamen Riders sterker. Shinji heeft de taak om de oorlog te beëindigen. Maar volgens de regels van de Advaent Cards kan er maar 1 Kamen Rider zijn, en moet de oorlog doorgaan tot er slechts 1 overlevende is…

## Personages

### Kamen Riders
- Shinji Kido / Kamen Rider Ryuki (城戸 真司 / 仮面ライダー龍騎,Kido Shinji / Kamen Raidā Ryūki): de hoofdpersoon in de serie. Zijn krachten zijn gebaseerd op vuur en komen van het monster Dragreder. Hij is naïef, vriendelijk, en werkt als journalist voor de ORE nieuwsgroep.
- Ren Akiyama / Kamen Rider Knight (秋山 蓮 / 仮面ライダーナイト,Akiyama Ren / Kamen Raidā Naito): een Rider gespecialiseerd in een-op-eengevechten. Hij is een eenling die niet graag iets in teamverband doet.
- Shūichi Kitaoka / Kamen Rider Zolda (北岡 秀一 / 仮面ライダーゾルダ, Kitaoka Shūichi / Kamen Raidā Zoruda): een Kamen Rider gespecialiseerd in langeafstandsaanvallen. Hij is volgens eigen zeggen een “superadvocaat”. Hij lijdt aan een vorm van kanker en heeft nog maar een paar maanden te leven bij aanvang van de serie. Hij sterft later aan deze ziekte.
- Takeshi Asakura / Kamen Rider Ohja (浅倉 威 / 仮面ライダー王蛇, Asakura Takeshi / Kamen Raidā Ōja): een Kamen Rider die meer vertrouwt op zijn gevechtskunsten dan op de effecten van zijn Advaent kaarten. Hij houdt van vechten en vernietiging. Bij aanvang van de serie zat hij in de gevangenis voor moord. Hij werd gedood door Femme.
- Kamen Rider Odin(仮面ライダーオーディン, Kamen Raidā Ōdin): Kanzaki’s rechterhand. Hij is de sterkste van de 13 Riders. Hij heeft maar weinig respect voor het leven, zelfs zijn eigen, wat hem enorm roekeloos maakt. Zijn ware identiteit is niet bekend. Hij werd vernietigd door Kanzaki zelf.
- Masashi Sudou /Kamen Rider Scissors (仮面ライダーシザース,Kamen Raidā Shizāsu): een detective die zijn baan gebruikte om zijn ware aard, dat van een moordlustige maniak, te verbergen. Hij werd vernietigd door Volcanner, een van zijn eigen creaties.
- Miyuki Tezuka/Kamen Rider Raia (仮面ライダーライア,Kamen Raidā Raia): een zeer kundige toekomstvoorspeller die sterk gelooft in lotsbestemming. Hij kan de krachten van andere Kamen Riders kopiëren. Hij was eigenlijk de tweede keuze voor het Raia kaartdeck. Hij stierf in een gevecht met Ouja, maar kwam later weer tot leven zonder herinneringen aan zijn tijd als Rider.
- Satoru Tojo/Kamen Rider Tiger (仮面ライダータイガ,Kamen Raidā Taiga): een Kamen Rider die vooral vertrouwt op brute kracht. Hij heeft dan ook geen wapens voor langeafstandsaanvallen. Hij werd gekozen om een Kamen Rider te worden vanwege zijn wens om een held te zijn.
- Jun Shibaura/Kamen Rider Gai (仮面ライダーガイ, Kamen Raidā Gai): een derdejaarsstudent aan de Meirin University, zeer bedreven in computers en programmeren. Zijn vader is het hoofd van een groot bedrijf. Dit maakt Jun enorm arrogant. Hij speelt met andermans levens voor zijn eigen plezier. Hij werd vernietigd door Ohja.
- Mitsuru Sano/Kamen Rider Imperer (仮面ライダーインペラー,Kamen Raidā Inperā): een Rider die in gevechten niet vertrouwt op brute kracht of vuurwapens, maar op zijn boorhandschoen en zijn vele monsters. Hoewel hij uit een welgestelde familie komt, werkte hij in een parkeergarage. Zijn vader gaf hem die baan zodat hij het harde leven kon leren kennen en niet te soft zou worden door het rijke bestaan. Zijn deck werd vernield door Ouja, waarna hij vast kwam te zitten in de spiegelwereld.
- Miho Kirishima/Kamen Rider Femme (仮面ライダーファム,Kamen Raidā Famu): officieel de eerste vrouwelijke Kamen Rider. Haar kostuum en wapens vertonen overeenkomsten met die van Kamen Rider Knight. Ze stierf later aan de gevolgen van haar gevecht met Ryuga.
- Yui Kanzaki /Kamen Rider Ryuga (仮面ライダーリュウガ,Kamen Raidā Ryūga): een Kamen Rider die enkel meedeed in de film.
- Itsuro Takamizawa /Kamen Rider Verde (仮面ライダーベルデ,Kamen Raidā Berude): een 38-jarige zakenman die bij het publiek bekendstond als een eerlijk man, maar in werkelijkheid corrupt en sinister was. Hij werd een Kamen Rider voor meer macht.

### Monsters
De monsters zijn inwoners van de spiegelwereld, gemaakt door Yui en haar broer middels tekeningen. Ze moeten zich voeden met de levenskracht van mensen. Sommige monsters hebben een band gevormd met de Kamen Riders, en geven deze Riders hun krachten.
De monsters komen in verschillende groepen voor:
- Contact Monsters: de monsters die de Kamen Riders bijstaan. Ze worden beheerst door het kaartdeck van hun meester, en indien dit deck wordt vernietigd kunnen ze zich weer tegen hun meester keren. Sommige Contact monsters hebben echter wel een sterk gevoel van loyaliteit tegenover hun meester.
- Wild Monsters
- Spiders: kwamen vooral voor in de tv-special
- Zelles: humanoïde gazellemonsters die meestal in groepen aanvallen. Ze horen meestal bij Kamen Rider Imperer.
- Zebraskulls
- Boarders
- Biters
- Krakens
- Guld
- Avis
- Buzzstingers: bijmonsters die meestal in groepen aanvallen.
- Shereghosts

### Overig
- Yui Kanzaki (神崎 優衣 ,Kanzaki Yui): een van de scheppers van de Mirror Monsters.
- 'Shirō Kanzaki '(神崎 士郎 ,Kanzaki Shirō): de mysterieuze schepper van de kaartdecks en de man achter de Rider War. Hij is Yui’s oudere broer. Hoewel hij wreed overkomt, heeft hij de Rider War gestart voor het leven van zijn zus. Aan het eind van de serie ziet hij zijn fout in en draait de tijd terug, zodat de spiegelwereld verdwijnt en alle slachtoffers van de Rider War weer tot leven komen.

## Cast
- Shinji Kido / Kamen Rider Ryuki (城戸 真司 / 仮面ライダー龍騎 ,Kido Shinji / Kamen Raidā Ryūki) - Takamasa Suga (須賀 貴匡 ,Suga Takamasa)
- Ren Akiyama / Kamen Rider Knight (秋山 蓮 / 仮面ライダーナイト ,Akiyama Ren / Kamen Raidā Naito) - Satoshi Matsuda (松田 悟志 ,Matsuda Satoshi)
- Yui Kanzaki (神崎 優衣 ,Kanzaki Yui) - Ayano Sugiyama (杉山 彩乃 ,Sugiyama Ayano)
- Shirō Kanzaki (神崎 士郎 ,Kanzaki Shirō) - Kenzaburō Kikuchi (菊地 謙三郎 ,Kikuchi Kenzaburo)
- Shūichi Kitaoka / Kamen Rider Zolda (北岡 秀一 / 仮面ライダーゾルダ ,Kitaoka Shūichi / Kamen Raidā Zoruda) - Ryōhei (涼平 ,Ryōhei)
- Gorō Yura (由良 吾郎 ,Yura Gorō) - Tomohisa Yuge (弓削 智久 ,Yuge Tomohisa)
- Takeshi Asakura / Kamen Rider Ohja (浅倉 威 / 仮面ライダー王蛇 ,Asakura Takeshi / Kamen Raidā Ōja) - Takashi Hagino (萩野 崇 ,Hagino Takashi)
- Masashi Sudō / Kamen Rider Scissors (須藤 雅史 / 仮面ライダーシザース ,Sudō Masashi / Kamen Raidā Shizāzu) - Takeshi Kimura (木村 剛 ,Kimura Takeshi)
- Miyuki Tezuka / Kamen Rider Raia (手塚 海之 / 仮面ライダーライア ,Tezuka Miyuki / Kamen Raidā Raia) - Hassei Takano (高野 八誠 ,Takano Hassei)
- Jun Shibaura / Kamen Rider Gai (芝浦 淳 / 仮面ライダーガイ ,Shibaura Jun / Kamen Raidā Gai) - Satoshi Ichijō (一條 俊 ,Ichijō Satoshi)
- Satoru Tōjō / Kamen Rider Tiger (東條 悟 / 仮面ライダータイガ ,Satoru Tōjō / Kamen Raidā Taiga) - Jun Takatsuki (高槻 純 ,Takatsuki Jun)
- Mitsuru Sano / Kamen Rider Imperer (佐野 満 / 仮面ライダーインペラー ,Sano Mitsuru / Kamen Raidā Inperā) - Takashi Hyūga (日向 崇 ,Hyūga Takashi)
- Kamen Rider Odin and Visor (仮面ライダーオーディン & バイザー ,Kamen Raidā Ōdin en Baizā ,Voice) - Tsuyoshi Koyama (小山 剛志 ,Koyama Tsuyoshi)
- Daisuke Ōkubo (大久保 大介 ,Ōkubo Daisuke) - Kanji Tsuda (津田 寛治 ,Tsuda Kanji)
- Reiko Momoi (桃井 令子 ,Reiko Momoi) - Sayaka Kuon (久遠 さやか ,Kuon Sayaka)
- Nanako Shimada (島田 奈々子 ,Shimada Nanako) - Hitomi Kurihara (栗原 瞳 ,Kurihara Hitomi)
- Megumi Asano (浅野 めぐみ ,Asano Megumi) - Chisato Morishita (森下 千里 ,Morishita Chisato)
- Sanako Kanzaki (神崎 沙奈子 ,Kanzaki Sanako) - Kazue Tsunogae (角替 和枝 ,Tsunogae Kazue)
- Eri Ogawa (小川 恵里 ,Ogawa Eri) - Mahiru Tsubura (つぶら まひる ,Tsubura Mahiru)
- Hajime Nakamura / Alternative (仲村 創 / オルタナティブ ,Nakamura Hajime / Orutanatibu) - Junichi Mizuno (水野 純一 ,Mizuno Jun'ichi)
- Hideyuki Kagawa / Alternative Zero (香川 英行 / オルタナティブゼロ ,Kagawa Hideyuki / Orutanatibu Zero) - Satoshi Jinbo (神保 悟志 ,Jinbo Satoshi)
- Miho Kirishima / Kamen Rider Femme (霧島 美穂 / 仮面ライダーファム ,Kirishima Miho / Kamen Raidā Famu) - Natsuki Katō (加藤 夏希 ,Katō Natsuki)
- (Another) Shinji Kido / Kamen Rider Ryuga (城戸 真司 / 仮面ライダーリュウガ ,Kido Shinji / Kamen Raidā Ryūga) - Takamasa Suga
- Itsurō Takamizawa / Kamen Rider Verde (高見沢 逸郎 / 仮面ライダーベルデ ,Takamizawa Itsurō / Kamen Raidā Berude) - Arthur Kuroda (黒田 アーサー ,Kuroda Āsā)
- Kōichi Sakakibara (榊原 耕一 ,Sakakibara Kōichi) - Keiichi Wada (和田 圭市 ,Wada Keiichi)

## Afleveringen
1. The Secret Story of Birth (誕生秘話 ,Tanjō Hiwa)
2. Giant Spider Counterattack (巨大クモ逆襲 ,Kyodai Kumo Gyakushū)
3. School Ghost Story (学校の怪談 ,Gakkō no Kaidan)
4. School Ghost Story 2 (学校の怪談2 ,Gakkō no Kaidan Tsū)
5. The Antique Store's Monster (骨董屋の怪人 ,Kottōya no Kaijin)
6. The Mysterious Rider (謎のライダー ,Nazo no Raidā)
7. A New Species is Born? (新種誕生? ,Shinshu Tanjō? )
8. The Fourth, Zolda (４人目ゾルダ ,Yoninme Zoruda)
9. Shinji's Captured!? (真司が逮捕!? ,Shinji ga Taiho!? )
10. Knight's Crisis (ナイトの危機 ,Naito no Kiki)
11. The Mysterious Unmanned Train (謎の無人電車 ,Nazo no Mujin Densha)
12. Ren Akiyama's Sweetheart (秋山蓮の恋人 ,Akiyama Ren no Koibito)
13. That Man Zolda (その男ゾルダ ,Sono Otoko Zoruda)
14. A Day of Revival (復活の日 ,Fukkatsu no Hi)
15. Iron Mask Legend (鉄仮面伝説 ,Tetsu Kamen Densetsu)
16. The Card of Destiny (運命のカード ,Unmei no Kādo)
17. The Grieving Knight (嘆きのナイト ,Nageki no Naito)
18. Jailbreak Rider (脱獄ライダー ,Datsugoku Raidā)
19. Rider Gathering (ライダー集結 ,Raidā Shūketsu)
20. The Traitorous Ren (裏切りの蓮 ,Uragiri no Ren)
21. Yui's Past (優衣の過去 ,Yui no Kako)
22. Raia's Revenge (ライアの復讐 ,Raia no Fukushū)
23. Changing Destiny (変わる運命 ,Kawaru Unmei)
24. Ohja's Secret (王蛇の秘密 ,Ōja no Himitsu)
25. Combining Ohja (合体する王蛇 ,Gattai Suru Ōja)
26. Zolda's Attack (ゾルダの攻撃 ,Zoruda no Kōgeki)
27. 13 Riders (１３号ライダー ,Jūsangō Raidā)
28. Time Vent (タイムベント ,Taimu Bento)
29. Marriage Interview Battle (見合い合戦 ,Miai Gassen)
30. Zolda's Lover (ゾルダの恋人 ,Zoruda no Koibito)
31. The Girl and Ohja (少女と王蛇 ,Shōjo to Ōja)
32. The Secret Data Gathering (秘密の取材 ,Himitsu no Shuzai)
33. The Mirror's Magic (鏡のマジック ,Kagami no Majikku)
34. The Battle of Friendship (友情のバトル ,Yūjō no Batoru)
35. Enter, Tiger (タイガ登場 ,Taiga Tōjō)
36. The Battle Ends (戦いは終わる ,Tatakai wa Owaru)
37. Sleep is Awakening (眠りが覚めて ,Nemuri ga Samete)
38. Targeted Yui (狙われた優衣 ,Nerawareta Yui)
39. A Sign of Danger (危険のサイン ,Kiken no Sain)
40. Memories of an Older Brother and Younger Sister (兄と妹の記憶 ,Ani to Imōto no Kioku)
41. Imperer (インペラー ,Inperā)
42. Room 401 (401号室 ,Yonhyakuichi-gōshitsu)
43. The Hero Fights (英雄は戦う ,Eiyū wa Tatakau)
44. The Happiness of Glass (ガラスの幸福 ,Garasu no Kōfuku)
45. The Twentieth Birthday (20歳の誕生日 ,Hatachi no Tanjōbi)
46. Tiger's a Hero (タイガは英雄 ,Taiga wa Eiyū)
47. The Determination of Battle (戦いの決断 ,Tatakai no Ketsudan)
48. The Last 3 Days (最後の3日間 ,Saigo no Mikkakan)
49. The Request Which We Would Like to Grant (叶えたい願い ,Kanaetai Negai)
50. New Life (新しい命 ,Atarashii Inochi)

## Films & Special
- Kamen Rider Ryuki: Episode Final (bioscoopfilm)
- Kamen Rider Ryuki Special: 13 Riders (tv-special)